# 5358 Meineko
5358 Meineko eller 1992 QH är en asteroid i huvudbältet som upptäcktes den 26 augusti 1992 av de båda japanska astronomerna Seiji Ueda och Hiroshi Kaneda i Kushiro. Den är uppkallad efter astronomen Kiyota Seiichiro.
Asteroiden har en diameter på ungefär 13 kilometer och den tillhör asteroidgruppen Itha.